# Vilhelmina Ribbing
Vilhelmina Ribbing af Zernava, född 29 januari 1728, död 24 maj 1765 i Ekebyborna församling, Östergötlands län, var en svensk friherrinna och hovfröken.

## Biografi
Vilhelmina Ribbing af Zernava föddes 1728. Hon var dotter till generallöjtnanten friherre Gabriel Ribbing af Zernava och grevinnan Ulrika Eleonora Oxenstierna af Korsholm och Wasa. Ribbing blev 5 december 1748 hovfröken. Hon avled 1765 i barnsäng på Ulvåsa i Ekebyborna socken.

### Familj
Ribbing gifte sig 10 november 1754 på Ulriksdal i Solna socken med riksrådet och kanslipresidenten, friherre Anders Johan von Höpken (1712–1789) i hans andra gifte. Ribbing och von Höpken fick tillsammans barnen Eleonora Vilhelmina von Höpken (1755–1793) som var gift med kammarherren, friherre Charles De Geer af Leufsta och fänriken Anders Johan von Höpken (1765–1826) vid Livgrenadjärregementet.